# دانشنامه کاتولیک
دانشنامهٔ کاتولیک (به انگلیسی: Catholic Encyclopedia) که اغلب دانشنامهٔ کاتولیک قدیم و دانشنامهٔ کاتولیک اصلی نیز نامیده می‌شود، دانشنامه‌ای به زبان انگلیسی است که در ایالات متحده آمریکا منتشر می‌شود.